# Copa Asobal 1992
La III edición de la Copa Asobal se celebró entre el 3 y el 4 de enero de 1993, en el Pabellón Zenobia del Polideportivo de Moguer (Huelva) España.
En ella participaron el FC Barcelona, el G.D.Teka Santander, el Puleva Maristas Málaga y el Elgorriaga Bidasoa, que finalmente fue el campeón,  con el premio de la participación en la Copa IHF la siguiente temporada.

## Eliminatorias
|  | Semifinales            | Semifinales            | Semifinales        |                    |                    | Final              | Final | Final |  |
|  |                        |                        |                    |                    |                    |                    |       |       |  |
|  |                        |                        |                    |                    |                    |                    |       |       |  |
|  | Elgorriaga Bidasoa     | Elgorriaga Bidasoa     | 30                 |                    |                    |                    |       |       |  |
|  | Elgorriaga Bidasoa     | Elgorriaga Bidasoa     | 30                 |                    |                    |                    |       |       |  |
|  | Puleva Maristas Málaga | Puleva Maristas Málaga | 28                 |                    |                    |                    |       |       |  |
|  | Puleva Maristas Málaga | Puleva Maristas Málaga | 28                 |                    | Elgorriaga Bidasoa | Elgorriaga Bidasoa | 27    |       |  |
|  |                        |                        |                    |                    | Elgorriaga Bidasoa | Elgorriaga Bidasoa | 27    |       |  |
|  |                        |                        | G.D.Teka Santander | G.D.Teka Santander | 23                 |                    |       |       |  |
|  | G.D.Teka Santander     | G.D.Teka Santander     | G.D.Teka Santander | G.D.Teka Santander | 23                 | 29                 |       |       |  |
|  | G.D.Teka Santander     | G.D.Teka Santander     |                    |                    |                    | 29                 |       |       |  |
|  | FC Barcelona           | FC Barcelona           | 28                 |                    |                    |                    |       |       |  |
|  | FC Barcelona           | FC Barcelona           | 28                 |                    |                    |                    |       |       |  |
|  |                        |                        |                    |                    |                    |                    |       |       |  |

### Semifinales

#### Elgorriaga Bidasoa[2]- Puleva Maristas Málaga
| 3 de enero de 1993 | Elgorriaga Bidasoa | 30:28 (16:12) | Puleva Maristas Málaga | Pabellón Municipal, Moguer                    |                                               |
|                    | Kalarash 10        |               | Gopin 9                | Árbitro(s): Gallego (España) y Lamas (España) | Árbitro(s): Gallego (España) y Lamas (España) |

#### GD Teka Santander[3]- FC Barcelona
| 3 de enero de 1993 | GD Teka Santander | 29:28 (13:12) | FC Barcelona | Pabellón Municipal, Moguer                    |                                               |
|                    | Garralda 13       |               | Massip 11    | Árbitro(s): Gallego (España) y Lamas (España) | Árbitro(s): Gallego (España) y Lamas (España) |

### Final[4]

#### Elgorriaga Bidasoa - GD Teka Santander
| 4 de enero de 1993 | Elgorriaga Bidasoa | 27:23 (13:11) | GD Teka Santander | Pabellón Municipal, Moguer                    |                                               |
|                    | Kalarash 10        |               | Jakimovic 6       | Árbitro(s): Gallego (España) y Lamas (España) | Árbitro(s): Gallego (España) y Lamas (España) |

| País Vasco                            |
| Campeón Elgorriaga Bidasoa 1.º título |